# Relations des végétaux avec leur environnement
Les végétaux ont la capacité de percevoir leurs environnements proche. Ils disposent d'adaptations leur permettant d'estimer les paramètres physico-chimiques de leur milieu de vie.

## Les relations physico-chimiques

### Lalumière
Un végétal distingue le jour de la nuit (ou de l'ombre), c'est le photopériodisme. Il mesure la durée du jour et de la nuit donc il se positionne dans les différentes saisons. Il est également en mesure de percevoir l'orientation des rayons lumineux. Un exemple de phototropisme est celui de Helianthus annuus le tournesol.

### Lagravité
La croissance des végétaux est influencée par leur environnement terrestre. Les tiges se développent vers le ciel, la racine vers le centre de la Terre. Dans des conditions de microgravité ou d'accélération gravitationnelle, (sur une station spatiale ou dans une centrifugeuse en laboratoire) la croissance des végétaux semble désorganisée, témoignant du rôle de la gravité terrestre de 1 g dans la régulation de leurs tropismes. Les végétaux sont donc sensibles à la force de gravité : cela se nomme le gravitropisme.

### La température
Pour effectuer un cycle de végétation complet certains végétaux comme le blé d'hiver doivent durant une période être exposés à des températures froides. Cette condition obligatoire permet à la plante de passer du stade végétatif au stade reproductif. Ce phénomène est la vernalisation.
Le froid peut également induire d'autres thermoinductions comme l'entrée et la levée de dormance.

### Le contact
L'exemple le plus parlant qui montre que les végétaux sont en mesure discriminer leur environnement proche par le toucher est montré par le Mimosa pudica. Cette plante à la capacité de rétracter les différentes parties de ses feuilles lorsque celles-ci sont touchées. C'est le phénomène de thigmonastie.
Si la direction de la réaction du végétal est dépendante du contact, on parlera plutôt de thigmotropisme : c'est par exemple le cas de certaines plantes grimpantes et de la mise en place de leurs systèmes d'accroche et de fixation.
D'autres phénomènes impliquent également le toucher. On peut citer l'exemple de toutes les plantes grimpantes qui après leur germination doivent trouver un tuteur. Ainsi les plantes volubiles comme le haricot Phaseolus avant d'avoir trouvé un support effectuent des rotations de leurs tiges d'environ 4 cm/h^-1. Citons également l'exemple de la fermeture rapide des feuilles chez la Dionée attrape-mouche.

## Les relations biotiques
Ils réagissent également aux relations biologiques. C’est-à-dire avec d'autres organismes vivant dans des relations de :
- Symbiose
- Prédations
- Amensalisme
- Commensalisme